# Stora bröstmuskeln

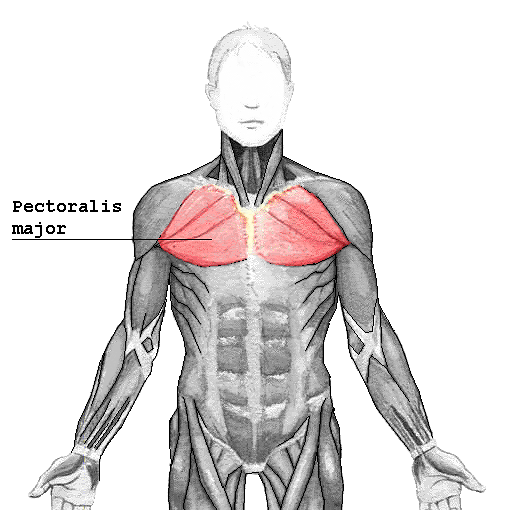
Pectoralis major

Stora bröstmuskeln eller musculus pectoralis major är den största muskeln på överkroppens framsida. Muskeln är trekantig, med spetsen av triangeln på överarmen, och basen mitt på bröstet.  Den fäster i ena änden på en mycket stor yta i centrum av bröstkorgen och den andra änden i överarmens framsida. Fästet på armen är placerat under deltoideusmuskeln på axeln. Den stora bröstmuskeln tar bland annat hand om armens rörelse framåt i det horisontella planet. Denna muskel ingår i gruppen inåtroterande muskler, tillsammans med m(usculus) latissimus dorsi. Till skillnad från m. pectoralis minor så tar denna muskel hand om själva armens rörelse, och m pectoralis minor ser till axelns position snett neråt framåt.
När det gäller idrott finns det ett antal sporter som utnyttjar, eller kan dra nytta av, väl utvecklade bröstmuskler, och i denna grupp ingår bland annat boxning, brottning, simning, tennis, golf, parkour och bordtennis. En bra styrka rörande armens rotation utifrån och in kan behövas i många situationer, inte bara inom idrotten utan även i det vardagliga livet. En obalanserad träning kan ge problem med vissa delar av ryggen, då fokusering av en viss muskelgrupp ger en anatomisk obalans.

## Bröstmuskelns tre delar
Pars Clavicularis - Nyckelbensdelen
- Ursprung: Nyckelbenet (Os Clavicula), medialt

- Fäste: På överarmsbenet (Humerus, Crista Tuberculi Majoris)

- Huvudfunktioner: Adduktion i axelleden (art.humeri) ( både med armen intill kroppen och framför kroppen.)

- Andra funktioner: Flexion samt inåtrotation i axelleden.

Pars Sternocostalis - Bröstbens/revbensdelen
- Ursprung: Bröstbenet (Os Sternum), brosket vid revben 2-6 (Cartilago Costae 2-6)

- Fäste: På överarmsbenet (Humerus, Crista Tuberculi Majoris)

- Huvudfunktioner: Adduktion i axelleden (art.humeri) ( både med armen intill kroppen och framför kroppen.)

- Andra funktioner: Inåtrotation i axelleden

Pars Abdominalis - Magdelen
- Ursprung: Rectusskidan, den platta sena vid nedre delen av bröstkorgen som även är fäste för yttre sneda bukmuskeln

- Fäste: På överarmsbenet (Humerus, Crista Tuberculi Majoris)

- Huvudfunktioner: Adduktion i axelleden (art.humeri) ( både med armen intill kroppen och framför kroppen.)

- Andra funktioner: Inåtrotation i axelleden

## Styrketräning
När det gäller styrketräning är synergisterna till denna muskel i många övningar bland andra m. triceps brachii, m. deltoideus och m. pectoralis minor.

### Isolerande övningar
Att helt isolera denna muskel är ganska svårt, men det närmaste man kan komma är möjligtvis övningar i en pec dec  Muskler som bland annat alltid kommer att vara deltagande i övningen är främre delen av delta, och Coracobrachialis. (även Serratus beroende på utförande)
Däremot har pec-dec en förhöjd skaderisk i axelleden, på grund av överarmsbenets läge i skulderbladet.

### Populära övningar
Populära övningar för träning av den stora bröstmuskeln är bänkpress, hantelpress, flyes, armhävningar samt chest-dips.